# Wayne Bergeron
Wayne Bergeron (Hartford, 16 januari 1958) is een Amerikaanse jazztrompettist, die zich had bewezen in het jazz- en filmmuziekcircuit van Los Angeles als leadtrompettist.

## Biografie
Tijdens de jaren 1980 was Bergeron lid van de bigband van Maynard Ferguson en was hij onder andere betrokken bij de opname van albums als Body And Soul (1986), Big Bop Nouveau (1988) en Brass Attitude (1998). Hij speelt tegenwoordig bij Gordon Goodwin's Big Phat Band. Voorheen speelde hij onder andere bij het Gary Urwin Jazz Orchestra en het Hollywood Bowl Orchestra. Zijn bigband-cd You Call This A Living? (2003), waarop hij met veel solo's te horen is, werd in 2004 genomineerd voor een Grammy Award als beste album van een groot jazzensemble. In 2007 bracht hij het album Playing Well With Others uit bij Concord Records. Hij is als solotrompettist ook te horen in de muziek van talrijke film- en televisieproducties en had als studiomuzikant voor talrijke muzikanten als Arturo Sandoval, Barry Manilow, Bette Midler, Céline Dion, Chicago, Diane Schuur, Eels, Joe Cocker, Ray Charles, Robbie Williams en Warren Hill gespeeld.
- Gemeinsame Normdatei: 134949986
- International Standard Name Identifier: 0000 0000 5391 6697
- Library of Congress Control Number: no2006098430
- MusicBrainz: f979e9ed-6751-4770-a0bf-92a4f52f558f
- Virtual International Authority File: 48988936
- WorldCat: E39PBJht4CGBrDp6GtYJfwGCQq